# Sour mix
Un sweet and sour mix (/swiːt.ænd.saʊər.mɪks/ «mix agridulce») o simplemente sour mix  es un mixer de color amarillo limón que se usa en muchos cócteles. Se elabora con partes aproximadamente iguales de jugo de limón y/o lima y jarabe (sirope de azúcar), y se agita vigorosamente con hielo. Esto produce un líquido blanco perlado con un sabor pronunciado.
Opcionalmente, se pueden agregar claras de huevo para hacer que el líquido sea ligeramente espumoso.
Este mix agridulce se suele mezclar con bebidas espirituosas para elaborar cócteles tipo Sour.; los más comunes son el Vodka Sour (con vodka) y Whisky Sour (con whisky).
Lo más común es usar un sour mix ya hecho, a la venta en muchas licorerías. Por lo general, estos son los que se usan en muchas barras. Están disponibles en botella en formato líquido o en polvo, que debe rehidratarse antes de su uso.

## Descripción
El sour mix es similar a la limonada, con un sabor que varía de ácido a dulce según las recetas. También se usa con frecuencia en la preparación de varios cócteles, especialmente para elaborar cócteles tipo Sour.

### Receta
La mezcla agridulce no tiene una receta única, pero los ingredientes más utilizados son el jarabe o sirope de azúcar ligero (que a su vez es 50% azúcar y 50% agua) y el jugo de limón. Las proporciones varían según las recetas y los resultados deseados:
- Clásico: 1/2 de jarabe de azúcar ligero y 1/2 de jugo de limón
- Jarabe enriquecido: 2/3 de jarabe de azúcar ligero y 1/3 de jugo de limón.[1]
- Mezcla ácida: 1/3 de jarabe de azúcar ligero y 2/3 de jugo de limón.[2]

Estos ingredientes a menudo se sustituyen o nuevos se agregan. Algunas variantes comunes son con jugo de lima o de naranja, o usar azúcar moreno; Las recetas caseras aguantan hasta una semana en la nevera. Opcionalmente, se le pueden agregar 2 claras de huevo por cada litro de sour mix, para le dé al compuesto propiedades ligeramente espumosas. En este caso, se debe consumir antes de dos días.

### Preparación industrial
Existen multitud de marcas que producen sour mix para uso comercial. Entre los ingredientes más utilizados están el ácido cítrico, el ácido málico, el ácido tartárico y el ácido ascórbico como acidificantes, y glucosa y maltodextrina como edulcorantes. El sour mix industrial se distribuye en forma de premezcla, es decir, en botellas preparadas o como un polvo para agregar al agua.